# Боґаткі
Боґаткі (пол. Bogatki) — село в Польщі, у гміні Пясечно Пясечинського повіту Мазовецького воєводства.
Населення — 547 осіб (2011).
У 1975-1998 роках село належало до Варшавського воєводства.

## Демографія
Демографічна структура станом на 31 березня 2011 року:
|          | Загалом | Допрацездатний вік | Працездатний вік | Постпрацездатний вік |
| -------- | ------- | ------------------ | ---------------- | -------------------- |
| Чоловіки | 279     | 59                 | 193              | 27                   |
| Жінки    | 268     | 67                 | 153              | 48                   |
| Разом    | 547     | 126                | 346              | 75                   |